# Jon Dette
Jon Dette (født 19. april 1970) er en heavy metal trommeslager, som har spillet med Evildead, Testament og Slayer. Dette kom med i Slayer i 1996 efter Paul Bostaph forlod bandet for at arbejde på sit sideprojekt, The Truth About Seafood. Dette var med på Ozzfest 1996 for at gøre reklame for bandets album Undisputed Attitude.
Han blev fyret fra bandet i 1997 efter et skænderi med de andre medlemmer, hvorefter Bostaph vendte tilbage som trommeslager.

## Bands
Nuværende
Tidligere
- Apocalypse (1991–1992)
- Animetal USA (2011–2012)
- Evildead (1993–1994)
- Impellitteri (2012–2018)
- Meshiaak (2013–2017)
- Pushed (2000–2003)
- Slayer (1996–1997, 2013)
- Terror
- Testament (1994–1995, 1997, 2000)

Live
- Anthrax (2012–2013, 2015, 2017)
- Heathen (2011, 2013)
- Iced Earth (2013–2015)
- Volbeat (2022)

## Diskografi
AniMetal USA
- Animetal USA W (2012)

Testament
- Live at the Fillmore (1995)
- Live at Dynamo Open Air 1997 (2019)

Evildead
- Terror (1994)

Slayer
- Soundtrack to the Apocalypse (2003)

Meshiaak
- Alliance of Thieves (2016)

Impellitteri
- Venom (2015)
- Venom in Osaka (2015)
- The Nature of the Beast (2018)

Heathen
- Control By Chaos (Live At The Dynamo) (2020)